# José Barreto
José Barreto Infante (ur. 4 maja 1972) – wenezuelski zapaśnik w stylu wolnym. Dwukrotny uczestnik mistrzostw świata, zajął 21 miejsce w 1997. Szósty na igrzyskach panamerykańskich w 1999. Złoty medalista igrzysk Ameryki Południowej w 1994 i 1998. Wicemistrz igrzysk igrzysk Ameryki Środkowej i Karaibów w 1993 i 1998. Triumfator igrzysk boliwaryjskich w 1993 i 1997 roku.